# Puntate di People Magazine Investigates

## Stagione 1 (2016-2017)
| Nº | Titolo originale                               | Titolo italiano                                    | Prima TV USA     | Prima TV Italia |
| -- | ---------------------------------------------- | -------------------------------------------------- | ---------------- | --------------- |
| 1  | The Long Island Serial Killer: The Lost Girls  | Il serial killer di Long Island: ragazze scomparse | 7 novembre 2016  |                 |
| 2  | The Long Island Serial Killer: New Revelations | Il serial killer di Long Island: nuove rivelazioni | 7 novembre 2016  |                 |
| 3  | What Happened to Baby Lisa?                    | Che fine ha fatto Baby Lisa?                       | 14 novembre 2016 |                 |
| 4  | Stranger Than Fiction                          |                                                    | 21 novembre 2016 |                 |
| 5  | Cabin 28: Horror in the Woods                  | Orrore nei boschi                                  | 28 novembre 2016 |                 |
| 6  | Hollywood Horror Story                         | Hollywood Horror Story                             | 5 dicembre 2016  |                 |
| 7  | In the Name of Love                            | Nel nome dell'amore                                | 12 dicembre 2016 |                 |
| 8  | JonBenet: The Untold Truth                     | Verità taciuta                                     | 19 dicembre 2016 |                 |
| 9  | The Grim Sleeper                               | Grim Sleeper                                       | 26 dicembre 2016 |                 |
| 10 | The Darkest of Nights                          | Le notti più buie                                  | 2 gennaio 2017   |                 |
| 11 | Jeffrey MacDonald: The Accused                 |                                                    | 9 gennaio 2017   |                 |

## Stagione 2 (2017-2018)
| Nº | Titolo originale             | Titolo italiano | Prima TV USA     | Prima TV Italia |
| -- | ---------------------------- | --------------- | ---------------- | --------------- |
| 1  | Golden State Killer          |                 | 5 novembre 2017  |                 |
| 2  | Where is Baby DeOrr?         |                 | 13 novembre 2017 |                 |
| 3  | Shallow Grave                |                 | 20 novembre 2017 |                 |
| 4  | Connecticut Horror Story     |                 | 27 novembre 2017 |                 |
| 5  | Once Bitten                  |                 | 4 dicembre 2017  |                 |
| 6  | Murder at Sea                |                 | 11 dicembre 2017 |                 |
| 7  | Marked for Murder            |                 | 18 dicembre 2017 |                 |
| 8  | Killing Field                |                 | 1 gennaio 2018   |                 |
| 9  | Blood In the Sand            |                 | 8 gennaio 2018   |                 |
| 10 | My Father, the Serial Killer |                 | 15 gennaio 2018  |                 |
| 11 | Alaskan Temptress            |                 | 22 gennaio 2018  |                 |
| 12 | Death Before Dawn            |                 | 29 gennaio 2018  |                 |

## Stagione 3 (2018-2019)
| Nº | Titolo originale        | Titolo italiano | Prima TV USA     | Prima TV Italia |
| -- | ----------------------- | --------------- | ---------------- | --------------- |
| 1  | Somebody's Watching     |                 | 5 novembre 2018  |                 |
| 2  | Terror in Philadelphia  |                 | 12 novembre 2018 |                 |
| 3  | Gone in 90 Seconds      |                 | 19 novembre 2018 |                 |
| 4  | Fallen Angels           |                 | 26 novembre 2018 |                 |
| 5  | Mystery in the Swamp    |                 | 3 dicembre 2018  |                 |
| 6  | Murder Among Friends    |                 | 10 dicembre 2018 |                 |
| 7  | Gone Girls              |                 | 17 dicembre 2018 |                 |
| 8  | Fatal Family Secrets    |                 | 7 gennaio 2019   |                 |
| 9  | Murder on Newberry St.  |                 | 14 gennaio 2019  |                 |
| 10 | The Unicorn Killer      |                 | 21 gennaio 2019  |                 |
| 11 | Children of Thunder     |                 | 28 gennaio 2019  |                 |
| 12 | Monster in the Desert   |                 | 4 febbraio 2019  |                 |
| 13 | The Sound of Silence    |                 | 11 febbraio 2019 |                 |
| 14 | Burned Alive            |                 | 18 febbraio 2019 |                 |
| 15 | Who Killed Jane Doe 59? |                 | 25 febbraio 2019 |                 |

## Stagione 4 (2019)
| Nº | Titolo originale               | Titolo italiano | Prima TV USA     | Prima TV Italia |
| -- | ------------------------------ | --------------- | ---------------- | --------------- |
| 1  | The Springfield Three          |                 | 4 novembre 2019  |                 |
| 2  | Vanished                       |                 | 11 novembre 2019 |                 |
| 3  | Without a Trace                |                 | 18 novembre 2019 |                 |
| 4  | The Freeway Phantom            |                 | 25 novembre 2019 |                 |
| 5  | A Killing In Chinatown         |                 | 2 dicembre 2019  |                 |
| 6  | Memphis Blues                  |                 | 9 dicembre 2019  |                 |
| 7  | Law & Murder                   |                 | 16 dicembre 2019 |                 |
| 8  | Nine Years in the Shadows      |                 | 23 dicembre 2019 |                 |
| 9  | The Cheerleader and The Hitman |                 | 30 dicembre 2019 |                 |